# Ô Long Vĩ
Ô Long Vĩ là một xã thuộc huyện Châu Phú, tỉnh An Giang, Việt Nam.

## Địa lý

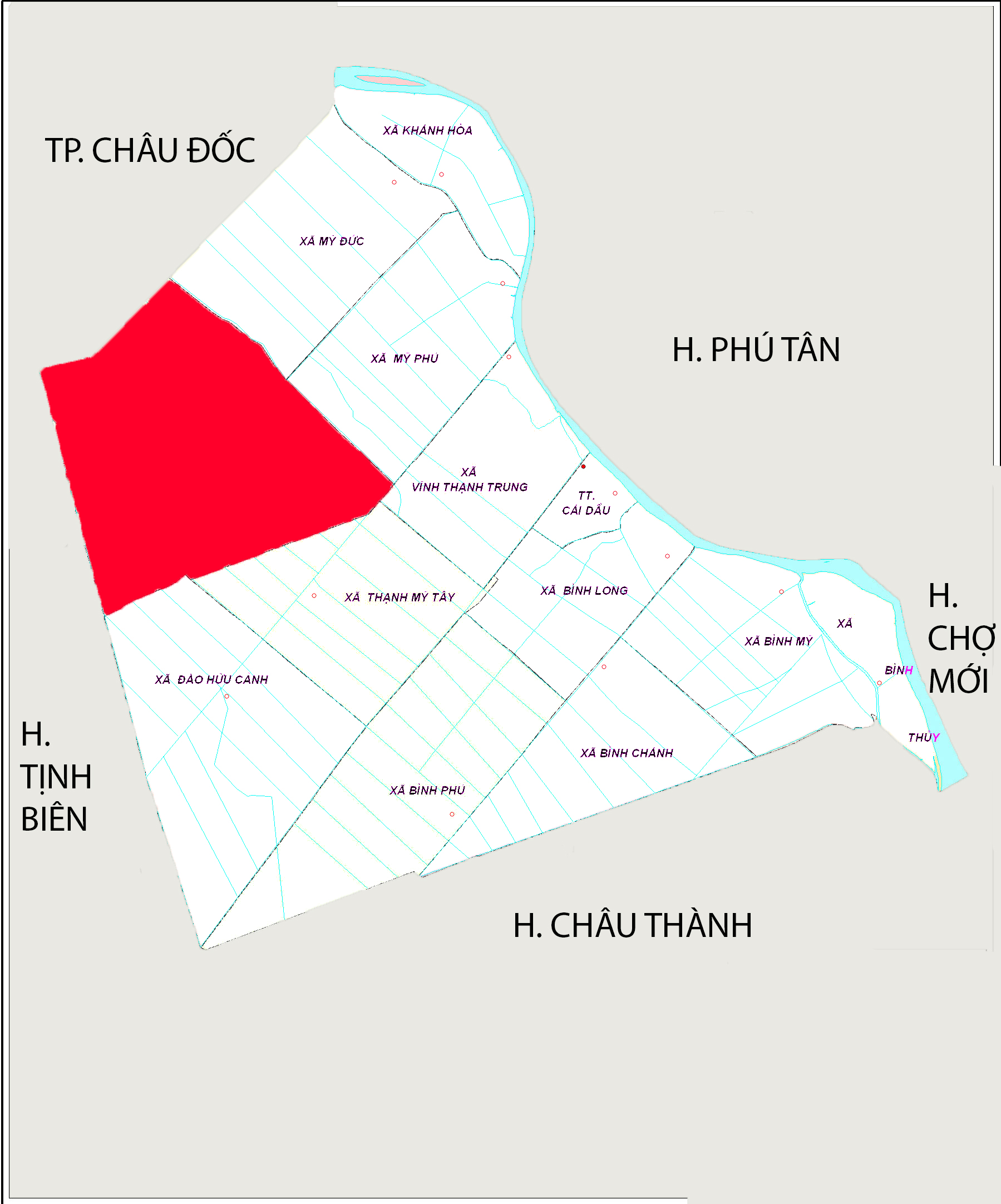
Vị trí xã Ô Long Vĩ trên bản đồ huyện Châu Phú, An Giang

Xã Ô Long Vĩ nằm ở phía tây bắc huyện Châu Phú, có vị trí địa lý:
- Phía đông giáp xã Mỹ Phú và thị trấn Vĩnh Thạnh Trung
- Phía tây giáp thị xã Tịnh Biên
- Phía nam giáp xã Đào Hữu Cảnh và xã Thạnh Mỹ Tây
- Phía bắc giáp xã Mỹ Đức và thành phố Châu Đốc.

Xã Ô Long Vĩ có diện tích 72,56 km², dân số năm 2019 là 10.504 người, mật độ dân số đạt 145 người/km².

## Hành chính
Xã Ô Long Vĩ được chia thành 11 ấp: Long An, Long Bình, Long Định, Long Hưng, Long Hoà, Long Phú, Long Phước, Long Thành, Long Thịnh, Long Thiện và Long Thuận.

## Ảnh

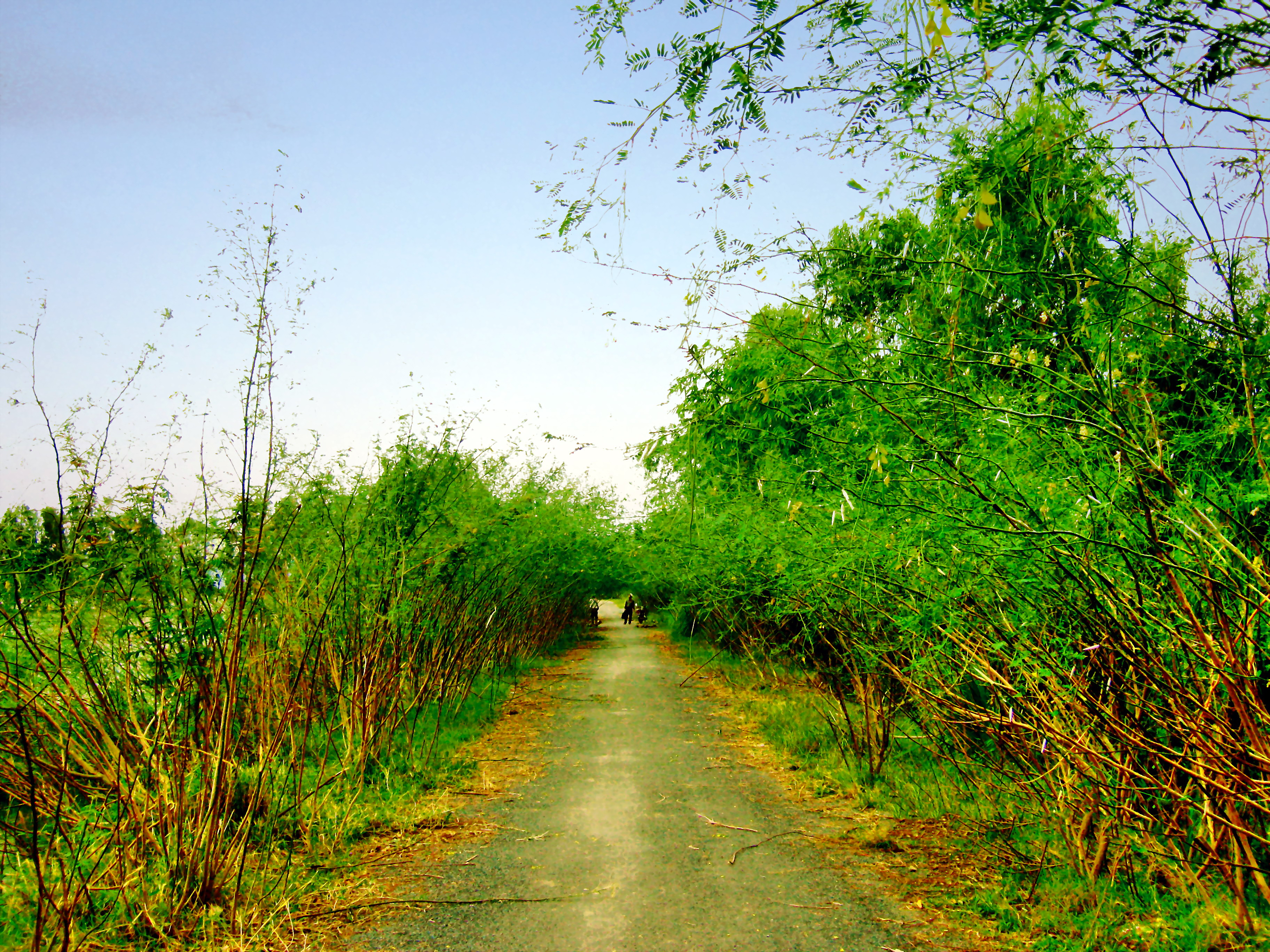
Đường có bông điên điển ở Ô Long Vĩ
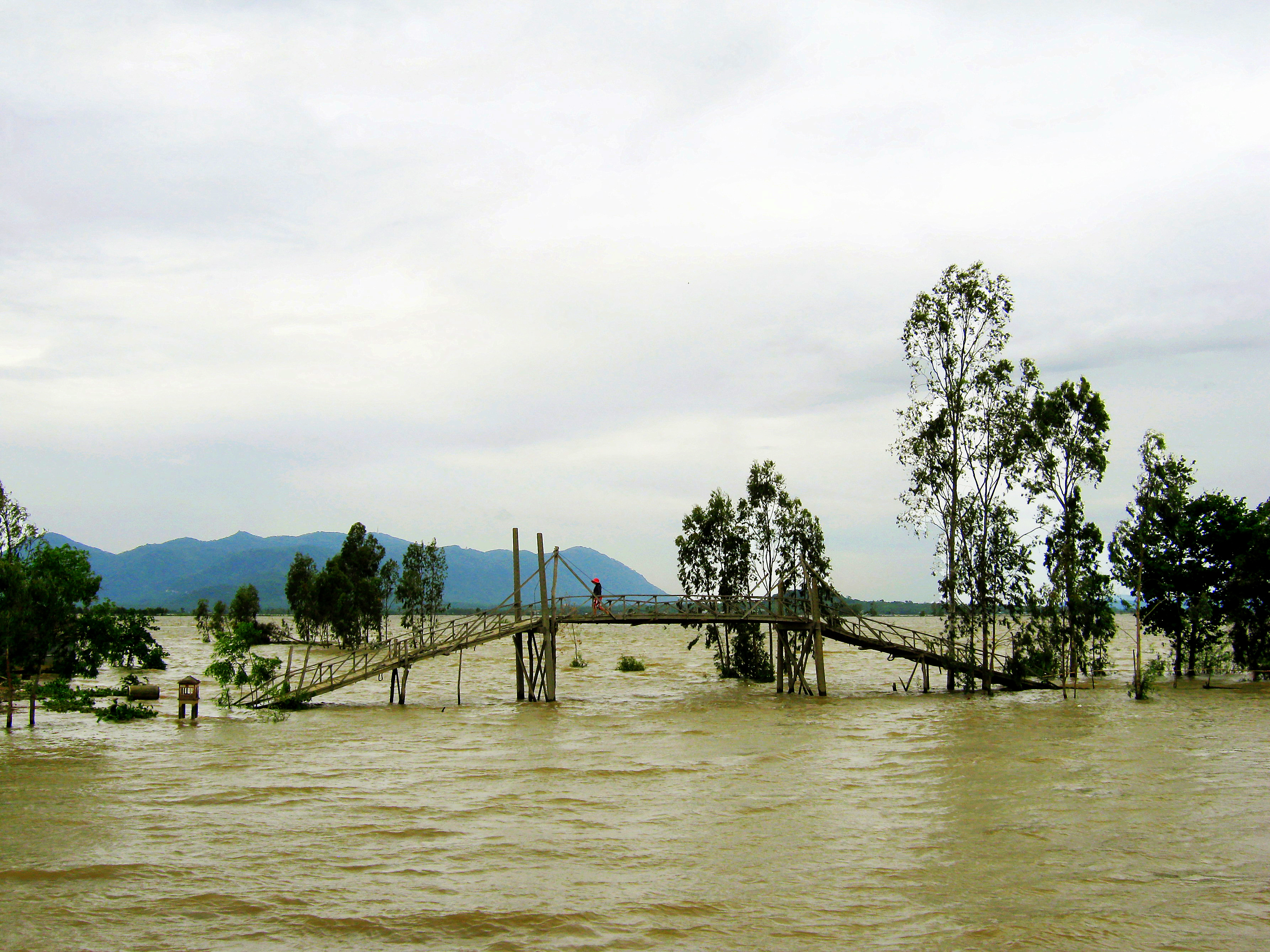
Nước lũ tràn về Ô Long Vĩ vào tháng 9 năm 2011.

## Lịch sử
Ô Long Vĩ là một xã vùng sâu nghèo của huyện Châu Phú - tỉnh An Giang. Hiện nay đã trở thành vùng kinh tế mới với hệ thống đê bao chống lũ rộng khắp.